# Spjällåda

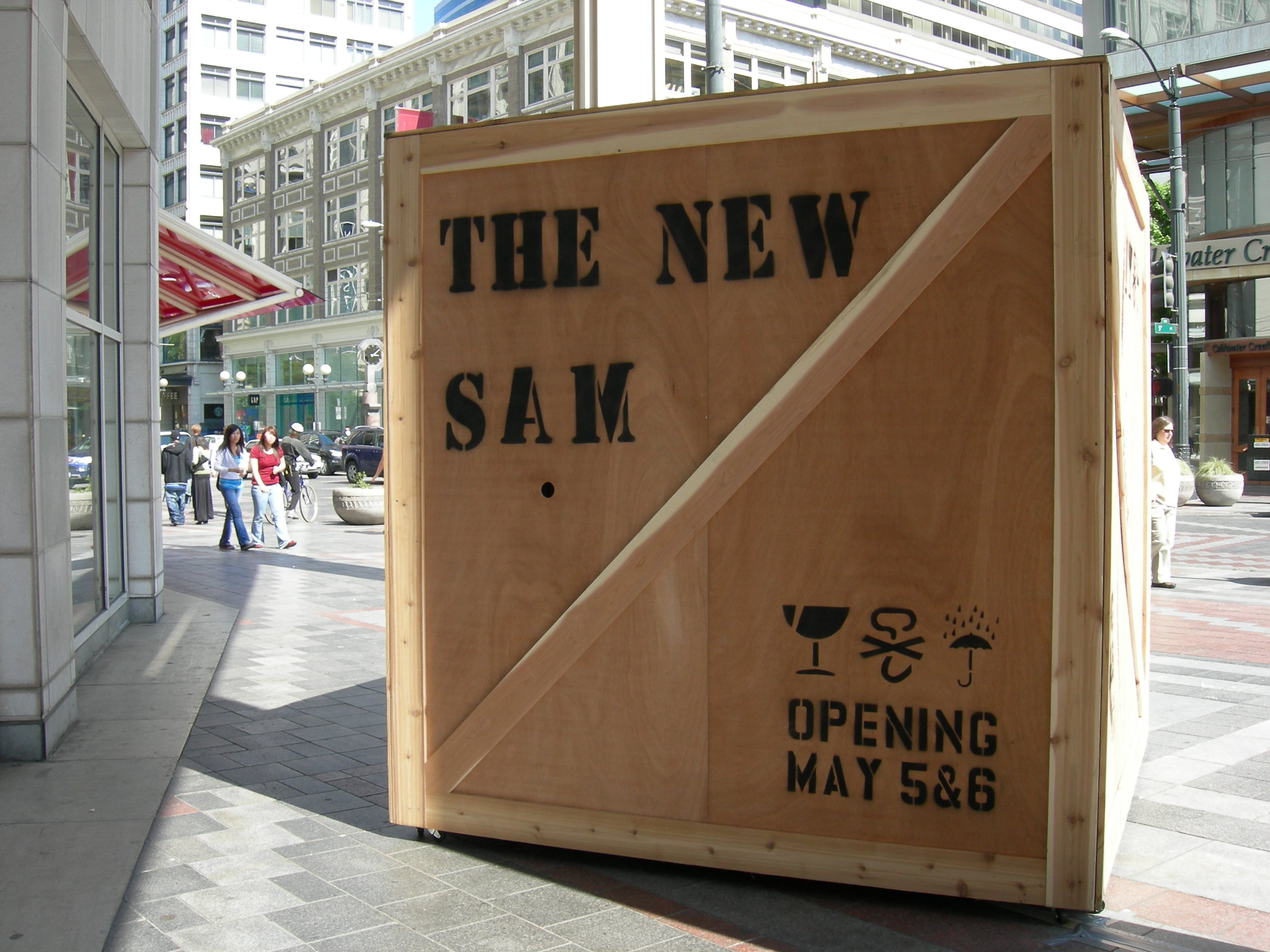
Exempel på en spjällåda som i detta fall används för reklam

En spjällåda är en stor låda, som oftast tillverkas av trä, och används för att transportera stora, tunga eller otympliga föremål. En spjällåda har en självstödjande struktur med eller utan sidor. För att en låda ska bli en spjällåda, ska alla sex sidor tåla den angivna styrkan.